# 阪泉山天神之后博俊古辣圣殿
阪泉山天神之后博俊古辣圣殿是天主教太原教区的圣母朝圣地，位于山西省阳曲县城东南17公里，海拔1760米。
阪泉山圣母堂建于1895年至1898年间，是艾士杰任主教期间，占地356亩。
1986年重修文艺复兴风格的圣母堂，并在山腰新建了14处苦路牌楼和圣母亭。2000年，阳曲县政府出资修建黄寨至阪泉山的旅游公路15公里。每年8月2日（博俊古辣瞻礼）和8月15日（圣母升天瞻礼）期间，汇聚于此的信徒达6万人。